# Pou de gel de Vilanna
El Pou de gel de Vilanna és una obra de Bescanó (Gironès) inclosa a l'Inventari del Patrimoni Arquitectònic de Catalunya.

## Descripció
Fou edificat amb un mur circular de pedra i morter de calç. A l'interior és visible una escala corba d'un sol tram. No conserva el capell.

## Història
L'Ajuntament de Bescanó va encarregar un informe sobre el pou a un despatx d'arquitectes (any 2000), en el qual van participar Carme Tarrenchs, Baldiri Boix i Lluís Solé.